# Trenčianske Bohuslavice
Trenčianske Bohuslavice jsou obec na Slovensku v okrese Nové Mesto nad Váhom. Žije v nich 968 obyvatel.

## Historie
První písemná zmínka o vesnici pochází z roku 1208.

## Přírodní poměry
Obec leží asi pět kilometrů severně od Nového Města nad Váhom. V jejím katastrálním území se nachází přírodní rezervace Hájnica a zasahuje do něj část přírodní rezervace Turecký vrch.

## Pamětihodnosti
Ve vesnici stojí barokní kaple Neposkvrněného početí Panny Marie z poloviny 18. století. V kapli jsou rokokové nástěnné malby od Franze Antona Maulbertscha.